# Jaimie Thibeault
Jaimie Thibeault est une joueuse de volley-ball canadienne née le 23 septembre 1989 à Red Deer (Alberta). Elle mesure 1,88 m et joue au poste de centrale. Elle totalise 57 sélections en équipe du Canada.

## Clubs
| Club                        | De        | À         |
| --------------------------- | --------- | --------- |
| University of Montana       | 2007-2008 | 2011-2012 |
| ES Le Cannet                | 2012-2013 | 2012-2013 |
| Robur Tiboni Volley Urbino  | 2013-2014 | 2013-2014 |
| LTS Legionovia Legionowo    | 2014-2015 | 2014-2015 |
| Futura Volley Busto Arsizio | 2015-2016 | 2015-2016 |
| Jakarta BNI 46              | jan 2017  | …         |

## Palmarès
- Coupe panaméricaine de volley-ball féminin 2013: Meilleur contreuse[3].